# Sint-Jansberg (Zelem)
Sint-Jansberg is een plaats en een heuvel bij Zelem in de Belgische provincie Limburg. Het is vernoemd naar het Sint-Jansbergklooster en ligt ten zuiden van Zelem met op minder dan een kilometer in het westen de grens met Vlaams-Brabant. Ten zuiden van Sint-Jansberg loopt de snelweg A2/E314. Het gebied is Europees beschermd als onderdeel van Natura 2000-gebied 'Demervallei' (BE2400014).
De heuvel heeft een hoogte van ongeveer 45 meter boven zeeniveau. De heuvel is een getuigenheuvel en is onderdeel van een ijzerzandsteenrug met de naam Kolenberg-Steenberg. De top van de Kolenberg ligt ongeveer 400 meter naar het noorden. Tegen de flanken van de heuvel ligt het Sint-Jansbergklooster.
Aan de zuid- en westzijde van de heuvel stroomt de Demer en het omstreeks 1560 gegraven afwateringskanaal Zwart Water. Uit archeologisch in 2012 is gebleken dat aan de voet van de Sint-Jansberg op de oostoever van Zwart Water een kerkheuvel met kerkje heeft gestaan. De oudste vermelding van de kerk gaat terug tot op het begin van de 7e eeuw en was waarschijnlijk in hout opgetrokken. In de 14/15 eeuw werd er op deze plek een stenen kerkgebouw neergezet. In de 17e eeuw wordt er elders een nieuwe kerk gebouwd en rond 1700 worden de fundamenten van de oude kerk verwijderd. Tevens wordt het oude kerkterrein in 1666 beschadigd door de aanleg van Zwart Water.
Op de zuidhelling van de heuvel bevinden zich de restanten van ijzerzandsteengroeves. Ook bevonden zich hier rond 1602 twee wijngaarden.
Rond het klooster ligt een domeinbos, ook Sint-Jansberg genoemd. Een deel van de plaats is een natuurgebied en beplant met bos, een ander deel is in gebruik voor de landbouw. In het domeinbos zijn nog de sporen van het vroegere gebruik als park te zien, waaronder dreven, hagen en een klein hooiland met hoogstamfruitbomen. Natuurgebied Sint-Jansberg is eigendom van de Vlaamse Gemeenschap. Het maakt deel uit van het Vlaams Natuurreservaat Webbekomsbroek-Borchbeemden, een aangesloten geheel van 397 ha, beheerd door het Vlaams Agentschap voor Natuur en Bos. Daarbij horen naast het Webbekoms Broek ook het  Gorenbroek, het Rotbroek, het Diesters Broek en het Schaffens Broek.

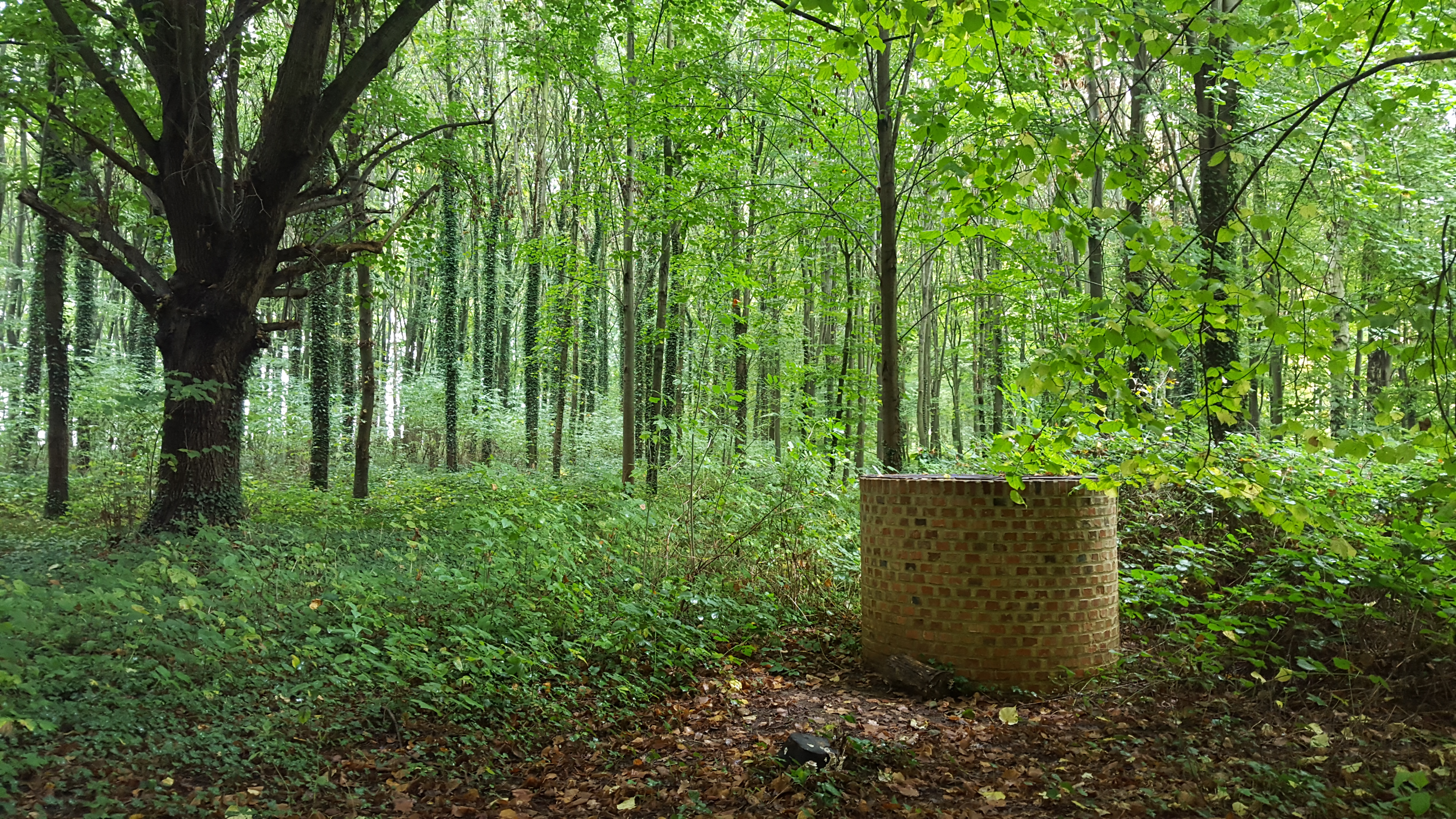
Waterput op de top van Sint-Jansberg
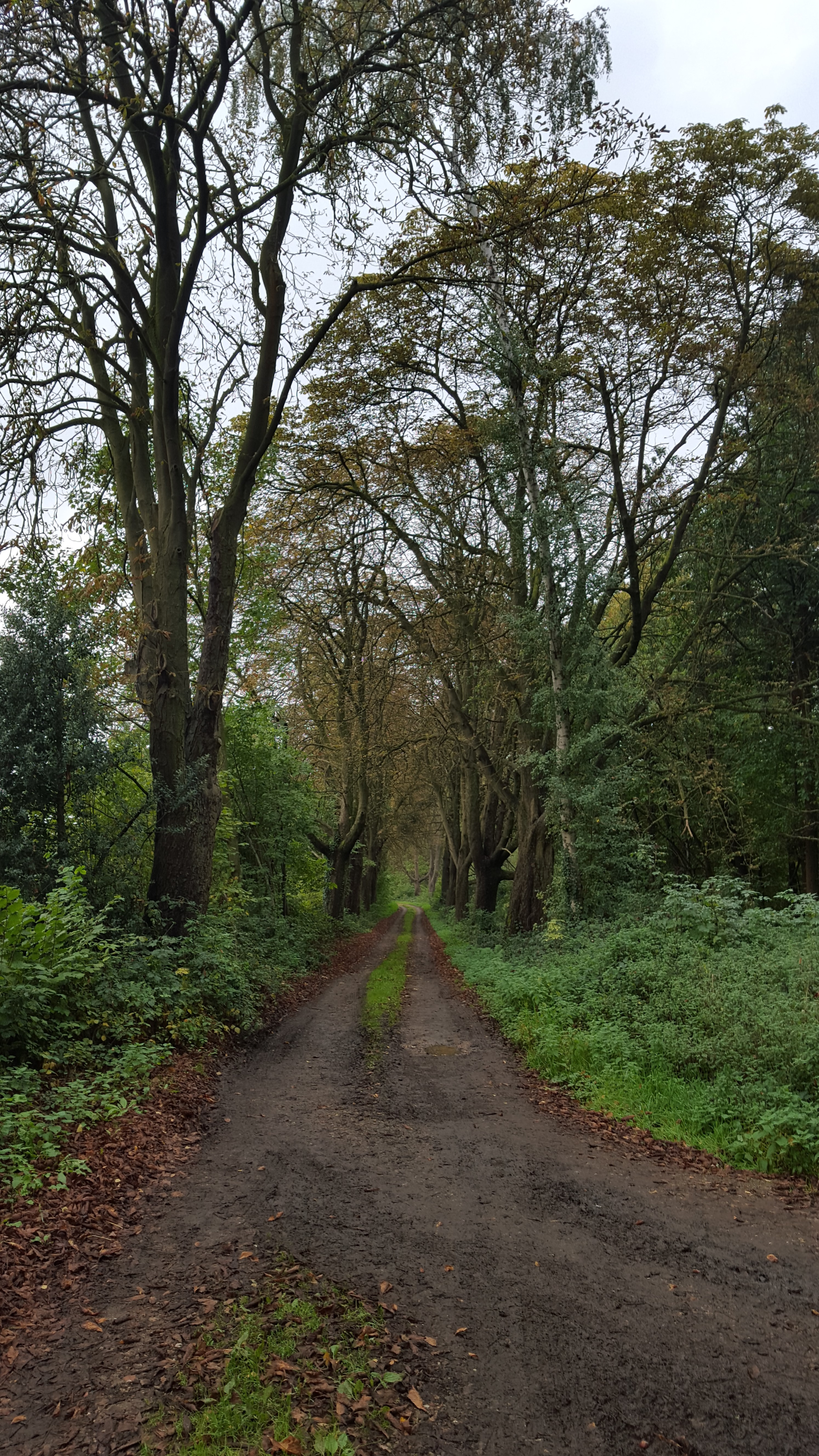
Een van de dreven
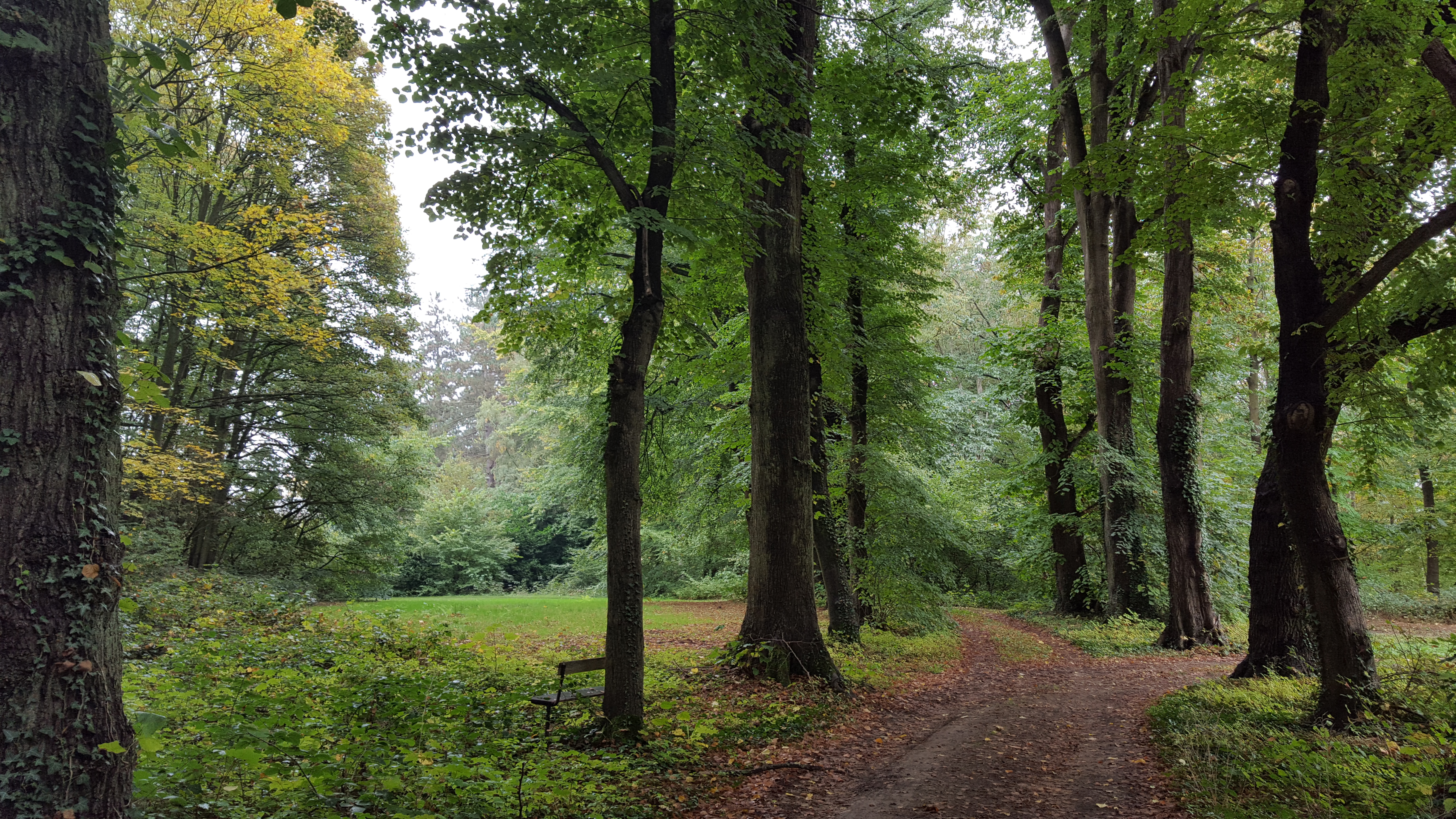
Paden
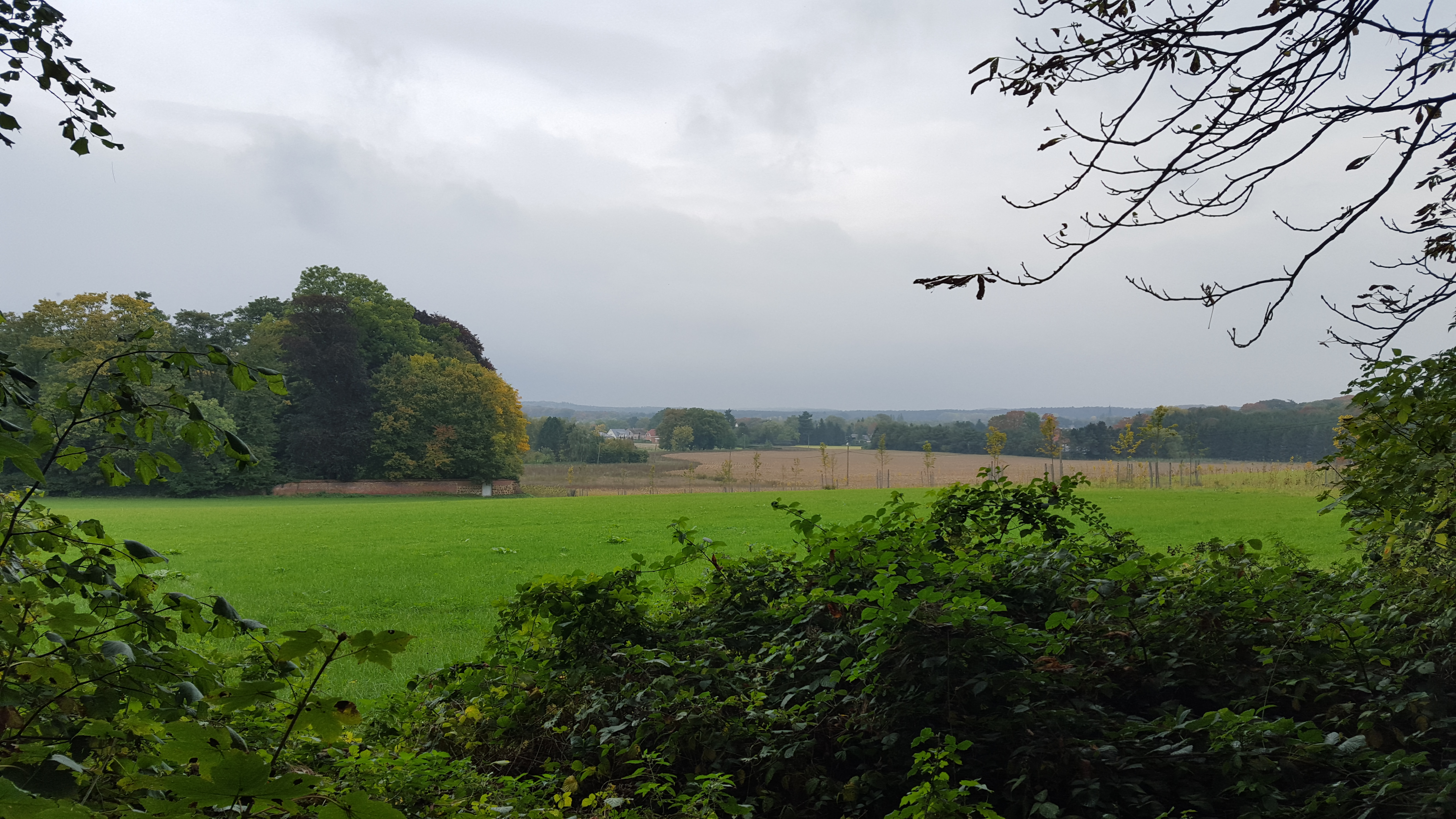
Uitzicht vanaf de Sint-Jansberg, met links het kloostercomplex
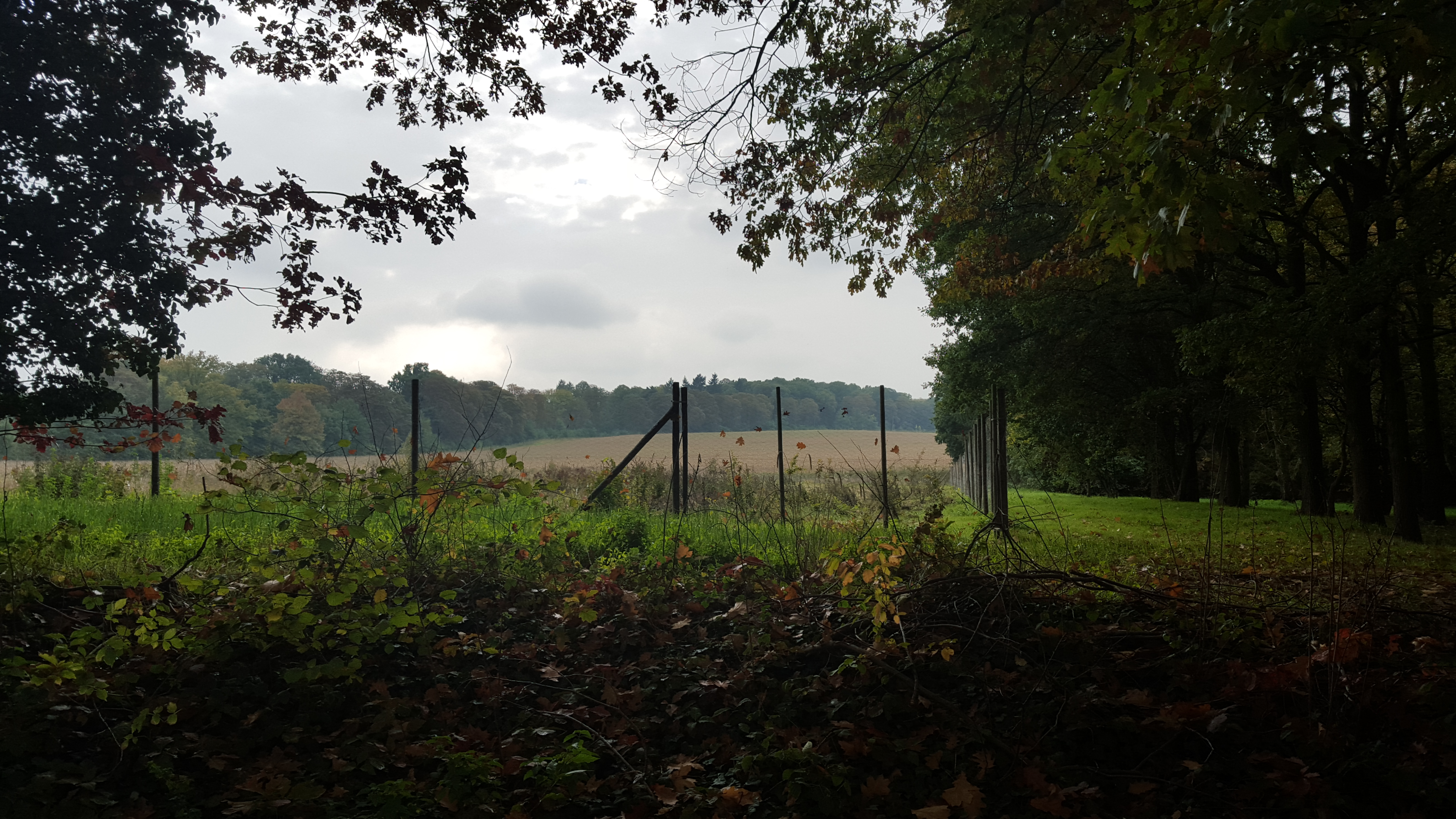
Zicht op de heuvel